# Молино, Кевин
Ке́вин Ре́джиналд Моли́но (англ. Kevin Reginald Molino; род. 17 июня 1990, Карнейдж, Тринидад и Тобаго) — тринидадский футболист, полузащитник сборной Тринидада и Тобаго.

## Карьера

### Клубная
Начинал свою карьеру в тринидадском первенстве. Первым его клубом был «Сан-Хуан Джаблоти». В первый год своей профессиональной карьеры хавбек стал чемпионом страны. Через год Молино перешёл в «Ма Пау».
В марте 2011 года футболист подписал контракт с американским клубом «Орландо Сити», который играл в лиге USL Pro. 10 января 2014 года клуб заключил с Молино новое двухлетнее соглашение, давшее ему возможность выступать за «львов» после переходе в MLS в 2015 году, и таким образом он стал первым игроком новой франшизы MLS. 8 марта 2015 года он выходил в стартовом составе в первой для клуба игре MLS, в матче против другого клуба-дебютанта «Нью-Йорк Сити». 2 мая 2015 года в товарищеском матче с бразильской «Понте-Претой» Молино получил тяжёлую травму — разрыв передней крестообразной связки правого колена, вынудившую его пропустить оставшуюся часть сезона. Свой дебютный гол в MLS Кевин забил 3 апреля 2016 года, реализовав пенальти в ворота «Портленд Тимберс».
26 января 2017 года Молино перешёл за $650 тыс. распределительных средств в новообразованный клуб «Миннесота Юнайтед», где воссоединился с бывшим тренером «Орландо Сити» Эдрианом Хитом. Этот трансфер стал одним из самых дорогих, совершённых когда-либо между клубами лиги. 3 марта 2017 года он вышел в стартовом составе в дебютном матче «Миннесоты» в MLS, в гостевой игре против «Портленд Тимберс». В следующем матче, против «Атланты Юнайтед» 12 марта 2017 года, он забил свой первый гол за новую команду, реализовав одиннадцатиметровый удар. 10 марта 2018 года в матче против «Орландо Сити» Молино порвал переднюю крестообразную связку на левом колене, из-за чего выбыл из строя более чем на год, вернувшись на поле в апреле 2019 года. 8 ноября 2020 года в матче заключительного тура сезона против «Далласа» Молино забил два мяча и отдал одну результативную передачу, за что был назван игроком недели в MLS. По окончании сезона 2020 срок контракта Молино с «Миннесотой Юнайтед» истёк, после чего стороны начали переговоры по новому контракту, но 16 декабря 2020 года игрок объявил, что не вернётся в клуб.
7 января 2021 года Молино на правах свободного агента присоединился к «Коламбус Крю». Пропустив первые два месяца сезона 2021 из-за рецидива травмы подколенного сухожилия, за «Коламбус Крю» дебютировал 19 июня 2021 года в матче против «Чикаго Файр», выйдя на замену во втором тайме вместо Деррика Этьенна. 4 августа 2021 года в матче против «Ди Си Юнайтед» забил свой первый гол за «чёрно-золотых». На тренировке 24 августа 2021 года получил травму передней крестообразной связки правого колена, из-за чего пропустил почти десять месяцев. 17 марта 2023 года перенёс менискэктомию колена, из-за чего пропустил около трёх месяцев. 2 февраля 2024 года «Коламбус Крю» и Молино расторгли контракт по взаимному согласию сторон.

### В сборной
Кевин Молино выступал за все юношеские и молодёжную сборную страны. За главную команду дебютировал 4 ноября 2010 года против сборной Гайаны в рамках розыгрыша Карибского кубка.
Летом 2019 года был вызван в сборную для участия в Золотом кубке КОНКАКАФ. В третьем матче в групповом раунде против сборной Гайаны забил гол, а команды сыграли вничью 1:1.
Был включён в состав сборной на Золотой кубок КОНКАКАФ 2021.
Был включён в состав сборной на Золотой кубок КОНКАКАФ 2023.

## Семья
Один из родственников Кевина Дуэйн Джеймс также профессионально занимается футболом. В 2015 году он вызывался в сборную Тринидада и Тобаго.

## Достижения

### Командные
- Чемпион Тринидада и Тобаго (1): 2008
- Чемпион USL Pro (2): 2011, 2013
- Чемпион MLS (обладатель Кубка MLS): 2023

### Личные
- Лучший игрок USL Pro (2): 2012, 2014